# Agere sequitur esse
Agere sequitur esse (in latino: "l'agire segue l'essere"; meglio noto anche come operari sequitur esse, l'operare segue l'essere) è un principio dell'ontologia tomista secondo cui l'azione di ogni ente dipende dalla natura dell'ente stesso e, forse ancor di più, dal fatto che essere è, in sé, un atto. Ora, dall'essere in atto deriva appunto l'essere attivo. Di conseguenza, il principio ha anche valore fondativo per l'etica.
Per Tommaso d'Aquino dall'essere discende necessariamente il dover-essere; il fatto che ciò che esiste abbia una data natura ontologica condizionerà inevitabilmente l'agire morale dello stesso ente, perché ogni ente tende alla propria perfezione. Ne segue che questa tendenza alla perfezione comporta dei comportamenti conseguenti.
Pertanto in un primo accostamento al significato Tommaso sembrerebbe dire che l'uomo, poiché è una creatura di Dio, non si limiterà a possedere la caratteristica ontologica di semplice creatura, ma sarà anche tenuto a un comportamento morale (un dover-essere) consono in quanto creazione divina e quindi dovrà aspirare alla perfezione ultraterrena.
In realtà il motto fatto proprio dalla Scolastica non va inteso superficialmente nel senso che l'azione segue "temporalmente" all'essere o anche nel senso che data la natura dell'essere l'azione dovrà corrispondere a quella natura, ma tenuto presente che per Tommaso l'essere vuol dire atto di essere (esse ab actu essendi) ossia azione, attualità, di modo che ogni cosa esiste per mettere in atto azioni, allora l'essere coincide con l'azione nel suo compimento finale.